# Eteonopsis
Eteonopsis är ett släkte av ringmaskar som beskrevs av Esmark 1874. Eteonopsis ingår i familjen Dorvilleidae.
Släktet innehåller bara arten Eteonopsis mediterranea.